# Knooppunt Koseze
Knooppunt Koseze (Sloveens: Razcep Koseze) is een van de vier knooppunten in de ringweg van de Sloveense hoofdstad Ljubljana. Op het knooppunt kruist de A2 naar Kranj en Novo Mesto met de H3 naar Maribor.
Het knooppunt is uitgevoerd als een splitsing van de A2-zuid in de A2-noord en H3, met extra verbindingsbogen tussen de A2-noord en H3 om het knooppunt volledig te maken. 
| Aansluitende wegen | Aansluitende wegen | Aansluitende wegen     | Aansluitende wegen | Aansluitende wegen  |
| ------------------ | ------------------ | ---------------------- | ------------------ | ------------------- |
|                    |                    | A2 richting Kranj      |                    | H3 richting Maribor |
|                    |                    |                        |                    |                     |
|                    |                    |                        |                    |                     |
|                    |                    |                        |                    |                     |
|                    |                    | A2 richting Novo Mesto |                    |                     |

Dolga Vas · 
Dragučova · 
Draženci · 
Gabrk · 
Koseze · 
Kozarje · 
Malence · 
Nanos · 
Slavček · 
Slivnica · 
Srmin · 
Zadobrova